# Möngke

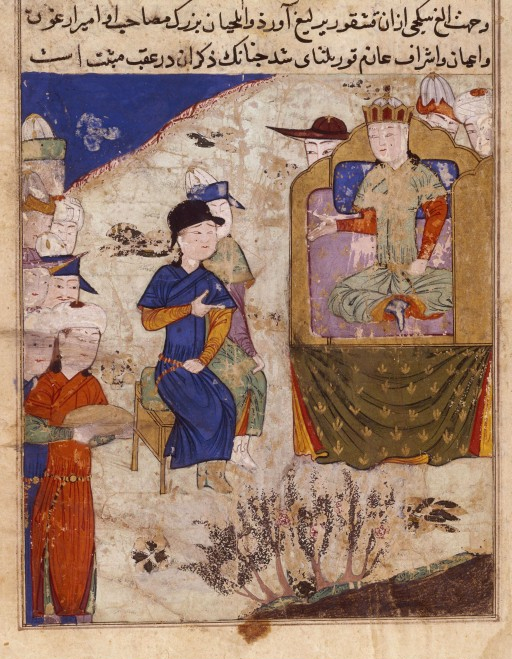
Audiencia de Möngke.

Möngke Kan (Desierto de Gobi c. 10 de enero de 1209 - Fortaleza de  Diaoyu, Chongqin, China, 11 de agosto de 1259). Fue el cuarto Gran Kan del Imperio mongol, de 1251 a 1259. Era nieto de Gengis Kan, hijo de Tolui y hermano de Hulagu y de Kublai Kan. Es conocido por haber participado en las campañas contra los cumanos y los alanos, en la invasión mongola de Rusia y en la de Europa oriental.
Durante el verano de 1248, antes del prematuro final de la campaña, Möngke regresó a Mongolia, por la muerte del tercer Gran Kan, Kuyuk. Frente a las facciones de descendientes de Gengis Kan que aspiraban gobernar el imperio, Möngke venció gracias al apoyo de Batu Kan, y fue elegido Gran Kan en 1251.
Möngke, como kan, se enfocó en la guerra con la dinastía Song de China meridional. Conquistó la ciudad de Dali en Yunnan en 1254 y realizó una invasión a Indochina, lo cual permitió a los mongoles invadir China desde el norte, el occidente y el sur. Tras tomar personalmente el mando al final de la década, capturó muchas de las ciudades fortificadas a lo largo del frente norte, facilitando considerablemente la conquista de China. También envió a su hermano Hulagu al suroeste de Asia, con el fin de expandir el Imperio mongol hasta las puertas de Egipto. Durante su mandato no dio mucha importancia a la conquista de Europa, ya que el Imperio estaba bastante ocupado luchando en China y Egipto, pero la amistad de Möngke con Batu mantuvo la unidad del Imperio.
Falleció durante una batalla en la actual Chongqing, el 11 de agosto de 1259. Hay diferentes versiones sobre la forma de su deceso. Una dice que falleció herido por una flecha de un arquero chino durante un asedio. Otros relatos afirman que murió por una epidemia de disentería, o incluso, cólera. En todo caso, su muerte obligó a Hulagu a abortar su campaña en Siria y Egipto, a la vez que causó una guerra civil que destruyó la unidad del Imperio mongol. Fue el único Gran Kan que murió en batalla.